# 老路義普 (亞利桑那州)
老路義普（英語：Old Leupp）是位於美國亞利桑那州可可尼諾縣的一個非建制地區。該地的面積和人口皆未知。

## 地理
老路義普的座標為35°17′02″N 110°57′55″W / 35.28389°N 110.96528°W，而該地的平均海拔高度為1433米（即4701英尺）。